# Договор за презастраховане (1887)
Договор за презастраховане е неофициално наименование в дипломатическите среди на тайно споразумение между Германия и Русия, подписано в Берлин на 6 (18) юни 1887 година от канцлера Ото фон Бисмарк и руския посланик Павел Шувалов, ратифицирано от страните същия месец.
В условията на разваляне (след Сръбско-българската война от 1885 година) на Съюза на тримата императори Германия, стремейки се да избегне руско-френско сближаване, търси сключване на двустранно споразумение с Русия. „Застраховала се“ за нова война срещу Франция чрез съюз с Австро-Унгария и Италия, Германия решава да „се презастрахова“ чрез споразумение с Русия.
През януари 1887 година преговорите в Берлин започват Пьотър Шувалов и брат му Павел Шувалов – първоначално със статс-секретаря от министерството на външните работи на Германия Херберт фон Бисмарк. Пьотър Шувалов предлага на Германия пълна свобода на действията в отношение на Франция в обмен на непрепятстване от Германия на овладяването от Русия на Черноморските проливи и възстановяването от нея на контрола над България. Канцлерът е приятно удивен от предложенията.
След кратко охлаждане на отношенията между Берлин и Петербург през май 1887 година преговорите се възобновяват между Павел Шувалов и Ото Бисмарк, като завършват с подписване на тайното споразумение. По неговите условия страните са длъжни да запазят неутралитет при война на някоя от страните с която и да е трета велика държава освен в случай на нападение на Германия срещу Франция или на Русия срещу Австро-Унгария.
Към договора се прилагал особен протокол, по който Германия се задължава да окаже на Русия дипломатическо съдействие, ако руският император намери за нужно да „поеме защитата на входа в Черно море“ с цел „запазване на ключа към своята империя“. Германия обещава също никога да не дава съгласие за възстановяване на княз Батенберг на българския престол, което било за император Александър III въпрос на личен престиж и самолюбие.
През 1890 година срокът на действие на договора изтича. По инициатива на канцлера барон Холщайн новото правителство на Германия начело с канцлера генерал Лео фон Каприви отказва да го възобнови.